# روبرو (فرنسا)
روبرو هي بلدية تقع في إقليم سين ومارن أحد أقاليم فرنسا في منطقة إيل دو فرانس في شمال وسط فرنسا.

## التركيبة السكانية
سكان روبرو يسمون بـRupérois.

## وصلات خارجية
- 1999 استخدام الأراضي من IAURIF (معهد التخطيط الحضري والتنمية باريس-إيل دو فرانس ) (بالإنجليزية) * خريطة روبرو على نجمة ميشلان[وصلة مكسورة] (بالإنجليزية)